# さよならお竜さん
さよならお竜さん（さよならおりゅうさん）は1980年7月23日から1980年9月10日まで放送されたTBS系列（制作：毎日放送、松竹芸能）のテレビドラマ。

## 内容・概要
主人公・伊藤純子は、石油をめぐる使途不明金によって疑獄騒ぎの渦中にあった「オリエンタル物産」の秘書課課長補佐で39歳。独身で未だ男性経験が無かった。職場では後輩たちに厳しく接し、その様から、富司純子の映画『緋牡丹のお竜』に例えて「お竜さん」と呼ばれていた。 しかし、純子は内心では不安を隠し持っていたのだった。
キャリアウーマンである純子のとその恋などを描いたシリアスコメディ。脚本を担当した倉本聰は、主演の岩下志麻を想定しながら書いたという。
本作はJNN賞・最優秀賞を受賞。

## キャスト
- 伊藤純子：岩下志麻

- 井村洋平：緒形拳

- 田宮：梅宮辰夫
- マキ：服部まこ
- 山下：寺田農
- 芝園専務：下條正巳
- 平田昭彦
- 堂本専務：鈴木瑞穂
- 英子：結城美栄子
- 桜井センリ
- なみ（飲み屋の女将）：丘さとみ
- 山内明

- 小泉室長：池部良

- 水沢：村井国夫
- 下条アトム
- 西尾三枝子
- 里見浩太朗
- 浦川麗子
- 小松政夫
- 洋子：結城しのぶ
- 洋平の妻：北沢典子
- 江口正昭

ほか

## スタッフ
- 脚本：倉本聰
- プロデューサー：池田徹郎、加藤哲也
- 演出：池田徹郎、瀬木宏康
- 制作：松竹芸能、MBS

## 主題歌
梓みちよ「淋しい兎を追いかけないで」（作詞：阿木燿子、作曲：筒美京平）